# Donzère
Donzère é uma comuna francesa na região administrativa de Auvérnia-Ródano-Alpes, no departamento de Drôme. Estende-se por uma área de 32.06 km². Em 2010 a comuna tinha 5 979 habitantes (densidade: 186,5 hab./km²).